# Die Gänserupferinnen
Die Gänserupferinnen ist das erste größere Ölgemälde des zum Entstehungszeitpunkt 23 bis 24 Jahre alten Max Liebermann. Das der Genremalerei zuzurechnende Werk entstand 1872.

## Einflüsse und Entstehung
Max Liebermanns Frühstil war klar vom Realismus geprägt und wurde vor allem durch die niederländische Malerei des 17. Jahrhunderts beeinflusst. Ab 1874 hielt sich Liebermann regelmäßig in den Niederlanden auf. Er studierte unter anderem die Werke von Frans Hals und Rembrandt van Rijn. Deren Technik des Chiaroscuro findet auch in den Gänserupferinnen Anwendung. Das ländliche Motiv lässt sich auf Werke von Mihály von Munkácsy zurückführen. Das Werk entstand in Weimar, während Liebermann an der Großherzoglich-Sächsische Kunstschule Weimar studierte, an der er seit 1868 lernte.

## Beschreibung
In einem dunklen Raum sitzen Frauen und rupfen Gänse, während ein Mann weitere Tiere bringt. Diese Übergabe ist die einzige Interaktion zwischen zwei Personen im Bild, sonst wirken die Gesichter der Beteiligten eher ernst und die Dargestellten mit ihrer eigenen Arbeit beschäftigt. Als einziger Lichtpunkt ist innerhalb des Bildes nur ein kleines, geöffnetes Fenster zu sehen. Weiteres Licht kommt aus der Betrachterperspektive. Eine Lampe an der Decke, die noch weiteres Licht spenden könnte, ist nicht entzündet. Das Bild hat die Maße 119,5 × 170,5 cm.

## Rezeption
Die Gänserupferinnen fanden aufgrund der gezeigten ärmlichen Verhältnisse zunächst wie auch seine frühen ländlichen Motive kaum Interesse. Erst mit der Hinwendung zur impressionistischen Malerei, angefangen bei den Werken Altmännerhaus in Amsterdam (1881) und Freistunde im Amsterdamer Waisenhaus (1882), erzielte Liebermann größere Erfolge. Dennoch erwarb der Eisenbahnmillionär Bethel Strousberg das Bild. Es befindet sich heute in der Alten Nationalgalerie in Berlin.